# Torrent dels Alous
El torrent dels Alous és un curs d'aigua del Vallès Occidental afluent per l'esquerra de la riera de Rubí. Neix al sector occidental de la Serra de Galliners a prop del turó de Can Rossell. Durant quasi tota la seva totalitat del seu curs fa de partió entre els municipis de Rubí i Sant Cugat del Vallès.